# Fagonia charoides
Fagonia charoides là một loài thực vật có hoa trong họ Zygophyllaceae. Loài này được Chiov. miêu tả khoa học đầu tiên năm 1929.